# Лаццате
Лаццате (італ. Lazzate) — муніципалітет в Італії, у регіоні Ломбардія, провінція Монца і Бріанца.
Лаццате розташоване на відстані близько 500 км на північний захід від Рима, 25 км на північ від Мілана, 17 км на північний захід від Монци.
Населення — 7787 осіб (2014).
Щорічний фестиваль відбувається 10 серпня. Покровитель — святий мученик Лаврентій.

## Демографія
Населення за роками:

Станом на 1 січня 2023 року в муніципалітеті офіційно проживало 255 іноземців з 38 країн, серед них 50 громадян країн Євросоюзу та 22 громадяни України.

## Сусідні муніципалітети
- Бреньяно
- Черменате
- Лентате-суль-Севезо
- Мізінто
- Ровелласка